# Overknees

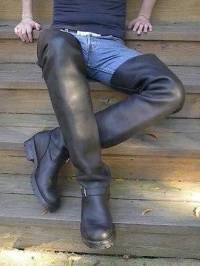
Overknee herenlaarzen

Overknees zijn laarzen of kousen die zo hoog zijn dat ze tot over de knieën reiken, vandaar de naam.